# 明初四大案
明初四大案，亦称洪武四大案，是指明朝初期，明太祖朱元璋为整顿吏治、惩治贪污與消滅他認為對政權有威脅的人，而啓動的四大嚴重事件，分别为：洪武九年（1376年）或十五年（1382年）的“空印案”，十三年（1380年）的胡惟庸案，十八年（1385年）的郭桓案，二十六年（1393年）的蓝玉案。胡惟庸与蓝玉案件习称“胡蓝党狱”，是朱元璋诛杀开国功臣的政治事件，而“空印案”与“郭桓案”则是对涉嫌贪墨的官吏進行大规模的镇压。朱元璋在這些案件中大量株連，史載處決了數萬人。
另據周敬心書：此外尚有洪武四年，欽錄天下官吏。十九年，起天下積年民害。二十三年，大殺京民。朱元璋妄立罪名，不分臧否，一概殺之。朱元璋說京民为逆不已，僇其半，以半迁之化外。洪武二十四年徙天下富户5300户于南京。三十年又徙富民14300余户于南京，称为富户。

## 空印案
空印案是發生在洪武九年（1376年），因空白蓋印公務文書而引發的案件。此案在當時受到朱元璋相當程度的重視，並因此誅殺數百名相關官員。本案实为一个冤案，然而其影响之广，范围之大，实属罕见。
明朝時每年各个布政使司下属府州县都需派出审计官吏前往京师戶部，核对其所在衙门缴纳中央官府的钱粮、军需事宜。所有賬目必須和戶部審核後完全相符方能結算。若其中有任何一項不符就必須駁回重新造冊，且須再蓋上原地方機關大印才算完成。因當時交通並不發達，往來路途遙遠，如果需要發回重造勢必耽誤相當多的時間，所以前往戶部審核的官員都備有事先蓋過印信的空白書冊以備使用。這原本是從元朝既有的習慣性做法（“元時，官府府于文有先署印，而後書者，謂之『空印』，洪武建元以來，相沿未改」《中外歷史年表》），也從未被明令禁止過；《劍橋中國明代史》解釋，錢糧在運輸過程中會有損耗，所以從運送一直到戶部接收時的數字一定不會相符，在路上到底損耗了多少，官員們無法事先預知，只有到了戶部將要申報之時才能知道其中的差額，所以派京官員都習慣用空印文書在京城才填寫實際的數目。明太祖朱元璋獲知此事後大為震怒，認為這是官員相互勾結的欺君重罪，因而下令處罰所有相關官員。

## 胡惟庸案
胡惟庸案发生在洪武十三年（1380年），是指洪武帝誅殺宰相胡惟庸事件，隨後大肆株連殺戮功臣宿將，此案牽連甚廣。胡惟庸被殺，朱元璋罷左右丞相，廢除中書省，其事由六部分理。
洪武六年（1373年），淮西朋党集团的领袖李善长推荐其同乡兼姻亲胡惟庸担任右丞相。洪武十年（1377年）九月，胡惟庸升任左丞相。他做了7年丞相，任期内在朝中遍植朋党，不遗余力地打击异己，使得淮西朋党集团的势力不断膨胀。譬如，浙江青田人刘基（字伯温），曾辅佐朱元璋，立下过汗马功劳，但由于他与淮西朋党集团的矛盾，一直未受重用。洪武三年（1370年），朱元璋大封功臣，刘基仅封为诚意伯，岁禄只有240石。而李善长则功封韩国公，岁禄4000石。翌年，刘基告老还乡。然而，由于他曾对朱元璋说过胡惟庸不宜入相的话，故而深受后者的嫉恨，被解雇革去岁禄。洪武八年（1375年），刘基生病，朱元璋命胡惟庸派医生前去看望，但刘基服药后不久便一命归西。
当然，排斥异己还不是胡惟庸案的关键所在。事实上，胡案的症结在于他为人过于独断专行，许多生杀黜陟等重大案件往往不向朱元璋请示，就擅自加以处理。这自然让权力欲极强的朱元璋，深感宰相专权、皇权旁落的危机。
洪武十二年（1379年）九月，占城（今越南中南部）来贡，胡惟庸和当时的右丞相汪广洋等人匿而不奏，结果被太监告发。明太祖闻知勃然大怒，言辞斥责省臣。但胡惟庸和汪广洋将责任推到礼部头上，而礼部则反唇相讥，归咎于中书省。这种相互推诿扯皮，使得朱元璋更为恼火，于是将一干人等全部囚禁起来，让他们招出主谋。不久，汪广洋被处死。接着又以汪广洋曾违法纳没官妇女为妾，下令查究胡惟庸及其六部堂属的罪行。至此，明太祖与胡惟庸朋党的矛盾已趋于白热化。
洪武十三年（1380年）正月，胡惟庸義子涂節自首上告胡惟庸谋反。明太祖随即下令逮捕胡惟庸、陈宁和涂節等人，并以“擅权枉法”罪加以处死。
胡惟庸被杀后，此案并未了结，他的罪名也在不断升级。开始只是说胡惟庸“擅权植党”，后来，又加上了“通倭”、“通虏”和“谋反”等罪名，并不断牵连、扩大化。该案的同谋犯越查越多，牵涉的面也越来越广，株连蔓引，持续了数年也未能了结。
洪武二十三年（1390年），朱元璋再兴大狱，有《昭示奸党录》布告天下，乘机又杀了几十家的权臣勋贵。李善长、陆仲亨、唐胜宗、费聚、赵庸、金朝兴、叶升、丁玉、李伯升、毛麒等人，都因与胡惟庸有勾结而被处死。其中位居“勋臣第一”的太师韩国公李善长，在洪武十三年胡惟庸案始发时，因为元勋皇亲，已免于追究，但10年以后，有人以李善长与胡惟庸共同谋反，朱元璋顺水推舟，将李善长一家七十余口一律处斩。

## 郭桓案
郭桓案发生在洪武十八年（1385年），以其涉案金额巨大，对经济领域影响深远而为世人瞩目。

《明史·刑法二》在记载郭桓案的起因时，曰：
郭桓者，户部侍郎也。帝疑北平二司官吏李彧、赵全德等与桓为奸利，自六部左右侍郎下皆死，赃七百万，词连直省诸官吏，系死者数万人。
洪武十八年（1385年），朱元璋怀疑北平承宣布政使司、提刑按察使司的官吏李彧、赵全德伙同户部侍郎郭桓等人共同舞弊，吞盗官粮，于是下旨查办。洪武十八年（1385年）三月，御史余敏、丁廷舉告發戶部侍郎郭桓利用職權，勾結北平承宣布政使司、提刑按察使司官吏李彧、按察使司官吏趙全德、胡益、王道亨等，私吞太平、鎮江等府的賦稅外，還私分了浙西的秋粮，並且巧立名目，征收了多種水腳錢、口食錢、庫子錢、神佛錢等的賦稅，中飽私囊。朱元璋令審刑司拷訊，此案牽連全國的十二個布政司，牽涉禮部尚書趙瑁、刑部尚書王惠迪、兵部侍郎王志、工部侍郎麥至德等。總計一共損失精糧兩千四百萬擔，“自六部左、右侍郎以下，贓七百萬，詞連直、省諸官吏，係死者數萬人”“核贓所寄借遍天下，民中人之家大抵皆破”，史稱「郭桓案」。朱元璋在《大誥》感嘆說：“古往今來，貪贓枉法大有人在，但是搞得這麼過分的，實在是不多！”

## 蓝玉案
蓝玉案发生在洪武二十六年（1393年），是明太祖朱元璋借口凉国公蓝玉谋反，株连杀戮功臣宿将的重大政治案件。朱元璋借蓝玉案彻底铲除了朱標死後将权对君权的潜在威胁，将军权牢牢地控制在自己手中。
洪武二十六年（1393年），朱元璋以谋反的罪名诛杀了大将军蓝玉和大批軍人，而蓝玉是洪武时期的主要将领之一。洪武二十一年（1388年），他率15万大军出塞追击蒙古军队，直到捕鱼儿海（即今贝尔湖），俘获男女七万七千人，大胜而归。此后，他又多次北征蒙古，立下赫赫战功，被晋封为凉国公，位居大将军之职。蓝玉统兵多年，在军中颇有威望；麾下骁将十余员，个个勇猛善战。以一介武夫起家的朱元璋，原本就最忌武人拥兵；而蓝玉却自恃功高势大，骄横不法。在军中，他擅自黜陟将校，进止自专，甚至不聽君命。某次北征还师，夜扣喜峰关，关吏没有及时接纳，蓝玉就纵兵毁关强行进入，这一举动显然引起了朱元璋的猜忌。在地方上，蓝玉霸占东昌民田，私蓄奴婢，纵奴作恶乡里。此事后为御史举劾，但蓝玉竟怒逐御史。他还让家人私买云南盐1万余引（每引200斤或400斤），进行走私。又因奏请多未采纳，一直对朱元璋心怀不满。这些做法，终于让朱元璋动了杀心。洪武二十六年二月，锦衣卫指挥蔣瓛告发蓝玉谋反，朱元璋就将他凌遲，并族诛了三族。平时与蓝玉有关系莫逆的许多将校，也都被定位“逆党”，遭到了抄家灭族的下场。当时因这个案件而被诛杀者多达1.5万人，军中的骁勇将领差不多都被杀戮殆尽。
洪武三十年，朱元璋又在南北榜案中指责一些官員是胡藍黨人并将他们凌遲。
顧誠在《沈萬三及其家族事跡考》中說朱元璋是在洪武三十一年閏五月去世的，二月間病體纏身之時仍力疾作出“凌遲”在押成丁“胡藍黨人”和斷沒田口家財的決定，可謂至死方休。胡惟庸與藍玉兩案，合稱「胡藍黨獄」。

### 引用
1. ↑  《菽園雜記》卷1
2. ↑  《明史》卷139：郑士利，字好义，宁海人。兄士元，刚直有才学，由进士历官湖广按察使佥事。荆、襄卒乘乱掠妇女，吏不敢问，士元立言于将领，还所掠。安陆有冤狱，御史台已谳上，士元奏其冤，得白。会考校钱谷册书，空印事觉。凡主印者论死，佐贰以下榜一百，戍远方。士元亦坐是系狱。时帝方盛怒，以为欺罔，丞相御史莫敢谏。士利叹曰：“上不知，以空印为大罪。诚得人言之，上圣明，宁有不悟？”会星变求言。士利曰：“可矣。”既而读诏：“有假公言私者，罪。”士利曰：“吾所欲言，为天子杀无罪者耳。吾兄非主印者，固当出。需吾兄杖出乃言，即死不恨。”

士元出，士利乃为书数千言，言数事，而于空印事尤详。曰：“陛下欲深罪空印者，恐奸吏得挟空印纸，为文移以虐民耳。夫文移必完印乃可。今考较书策，乃合两缝印，非一印一纸比。纵得之，亦不能行，况不可得乎？钱谷之数，府必合省，省必合部，数难悬决，至部乃定。省府去部远者六七千里，近亦三四千里，册成而后用印，往返非期年不可。以故先印而后书。此权宜之务，所从来久，何足深罪？且国家立法，必先明示天下而后罪犯法者，以其故犯也。自立国至今，未尝有空印之律。有司相承，不知其罪。今一旦诛之，何以使受诛者无词？朝廷求贤士，置庶位，得之甚难。位至郡守，皆数十年所成就。通达廉明之士，非如草菅然，可刈而复生也。陛下奈何以不足罪之罪，而坏足用之材乎？臣窃为陛下惜之。”书成，闭门逆旅泣数日。兄子问曰：“叔何所苦？”士利曰：“吾有书欲上，触天子怒，必受祸。然杀我，生数百人，我何所恨！”遂入奏。帝览书，大怒，下丞相御史杂问，究使者。士利笑曰：“顾吾书足用否耳。吾业为国家言事，自分必死，谁为我谋？”狱具，与士元皆输作江浦，而空印者竟多不免。
3. ↑  《明史》卷128：十一月大封功臣，授基开国翊运守正文臣、资善大夫、上护军，封诚意伯，禄二百四十石。
4. ↑  《明史》卷128：初，太祖以事责丞相李善长，基言：“善长勋旧，能调和诸将。”太祖曰：“是数欲害君，君乃为之地耶？吾行相君矣。”基顿首曰：“是如易柱，须得大木。若束小木为之，且立覆。”及善长罢，帝欲相杨宪。宪素善基，基力言不可，曰：“宪有相才无相器。夫宰相者，持心如水，以义理为权衡，而己无与者也，宪则不然。”帝问汪广洋，曰：“此褊浅殆甚于宪。”又问胡惟庸，曰：“譬之驾，惧其偾辕也。”
5. ↑  《明史》卷128：帝虽不罪基，然颇为所动，遂夺基禄。
6. ↑  《明史》卷128：基在京病时，惟庸以医来，饮其药，有物积腹中如拳石。其后中丞涂节首惟庸逆谋，并谓其毒基致死云。
7. ↑  《明史》卷308：御史中丞刘基亦尝言其短。久之基病，帝遣惟庸挟医视，遂以毒中之。
8. ↑  《明史》卷308：十二年九月，占城来贡，惟庸等不以闻。中官出见之，入奏。帝怒，敕责省臣。惟庸及广洋顿首谢罪，而微委其咎于礼部，部臣又委之中书。帝益怒，尽囚诸臣，穷诘主者。未几，赐广洋死，广洋妾陈氏从死。帝询之，乃入官陈知县女也。大怒曰：“没官妇女，止给功臣家。文臣何以得给？”乃敕法司取勘。于是惟庸及六部堂属咸当坐罪。
9. ↑  《明史》卷308：惟庸既死，其反状犹未尽露。至十八年，李存义为人首告，免死，安置崇明。十九年十月，林贤狱成，惟庸通倭事始著。二十一年，蓝玉征沙漠，获封绩，善长不以奏。至二十三年五月，事发，捕绩下吏，讯得其状，逆谋益大著。会善长家奴卢仲谦首善长与惟庸往来状，而陆仲亨家奴封帖木亦首仲亨及唐胜宗、费聚、赵庸三侯与惟庸共谋不轨。帝发怒，肃清逆党，词所连及坐诛者三万余人。乃为《昭示奸党录》，布告天下。株连蔓引，迄数年未靖云。
10. ↑  《明史》卷127：“獄具，謂善長元勳國戚，知逆謀不發舉，狐疑觀望懷兩端，大逆不道。會有言星變，其占當移大臣。遂並其妻女弟侄家口七十余人誅之。而吉安侯陸仲亨、延安侯唐勝宗、平涼侯費聚、南雄侯趙庸、滎陽侯鄭遇春、宜春侯黃彬、河南侯陸聚等，皆同時坐惟庸黨死，而已故營陽侯楊璟、濟甯侯顧時等追坐者又若干人。帝手詔條列其罪，傅著獄辭，為《昭示奸黨三錄》，佈告天下。善長子祺與主徙江浦，久之卒。祺子芳、茂，以公主恩得不坐。芳為留守中衛指揮，茂為旗手衛鎮撫，罷世襲。”
11. ↑  《明史》卷94：帝疑北平二司官吏李彧、赵全德等与桓为奸利，自六部左右侍郎下皆死，赃七百万，词连直省诸官吏，系死者数万人。核赃所寄借遍天下，民中人之家大抵皆破。
12. ↑  《明史》卷132：北征还，夜扣喜峰关。关吏不时纳，纵兵毁关入。帝闻之不乐。
13. ↑  《明史》卷132：浸骄蹇自恣，多蓄庄奴、假子，乘势暴横。尝占东昌民田，御史按问，玉怒，逐御史。
14. ↑  《明史》卷132：二十六年二月，锦衣卫指挥蒋瓛告玉谋反，下吏鞫讯。狱辞云：“玉同景川侯曹震、鹤庆侯张翼、舳舻侯朱寿、东莞伯何荣及吏部尚书詹徽、户部侍郎傅友文等谋为变，将伺帝出耤田举事。”狱具，族诛之。列侯以下坐党夷灭者不可胜数。手诏布告天下，条列爰书为《逆臣录》。至九月，乃下诏曰：“邇者朝臣其無忠義者李善長等，陰與構禍，事覺，人各伏誅。今年藍賊為亂，謀泄擒拿，族誅已萬五千人矣。餘未盡者，已榜赦之。猶慮奸頑無知，尚生疑惑，日不自寧。今特大誥天下，除已犯已拿在官者不赦外，其已犯未拿及未犯者，亦不分藍黨、胡黨，一概赦宥之。”（胡谓丞相惟庸也。于是元功宿将相继尽矣。凡列名《逆臣录》者，一公、十三侯、二伯。叶升前坐事诛，胡玉等诸小侯皆别见。其曹震、张翼、张温、陈桓、朱寿、曹兴六侯，附着左方。

### 书籍
- 安震. . 中国历代王朝兴衰启示录. 长春: 长春出版社. 2005-01-01: 32–33,43. ISBN 7806045554 （中文（中国大陆））.